# Vitaliy Kyrylenko
Pour les articles homonymes, voir Kyrylenko.
Vitaliy Kyrylenko (ukrainien : Віталій Кириленко, né le 25 avril 1968) est un athlète ukrainien spécialiste du saut en longueur.
Il remporte la médaille de bronze des Championnats du monde 1993 de Stuttgart derrière l'Américain Mike Powell et le Russe Stanislav Tarasenko, signant avec 8,15 m le meilleur saut de sa carrière. Il termine cette même année troisième des Universiade d'été de Buffalo.

## Palmarès
| Année | Compétition           | Lieu      | Résultat | Notes  |
| ----- | --------------------- | --------- | -------- | ------ |
| 1993  | Universiade           | Buffalo   | 3e       |        |
| 1993  | Championnats du monde | Stuttgart | 3e       | 8,15 m |
| 1994  | Championnats d'Europe | Helsinki  | 7e       | 7,92 m |